# 흥아관음

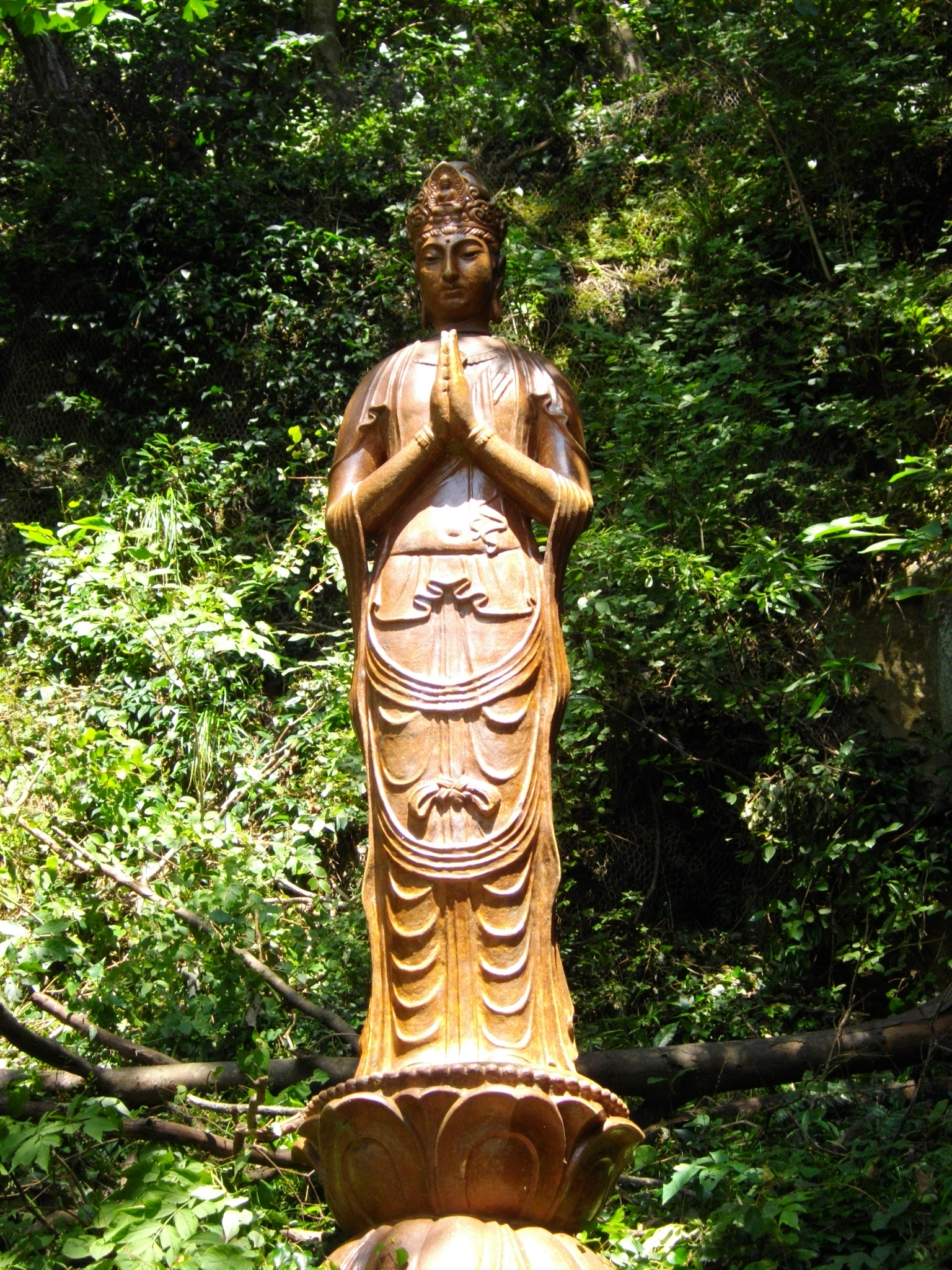
흥아관음

흥아관음(興亞觀音)은 시즈오카현 아타미시 이즈산(伊豆山)에 있는 관음상. 또한이 관음상을 모신 종교 법인 례배산 흥아관음(宗敎法人禮拜山興亞觀音). 일련종에서 분리 한 법화종 진문류(陣門流)(본산: 니가타현 산조시) 계이지만, 흥아관음은 이에 속하지 않고 일본에서 유일한 고유의 역사와 제사를 가진 독립적 인 사원이다. 창립 취지에서 종파를 불문하고 참배객을 받아들이고있다. 또한 흥아관음은 창건자 마쓰이 이와네 대장(大將)의 찬동을 얻어 미에현 오와세시 금강사(金剛寺), 나라현 사쿠라이시 연대사(蓮臺寺), 도야마현 뉴젠정 양조사(養照寺)에 현존하는 한편, 중화민국, 태국도 주어졌다 것으로 알려져있다.

## 같이 보기
- 마쓰이 이와네
- 야스쿠니 신사